# Cocaine Cowboys: Die Könige von Miami
Cocaine Cowboys: Die Könige von Miami (Originaltitel: Cocaine Cowboys: The Kings of Miami) ist eine US-amerikanische Dokureihe von Billy Corben für den Streamingdienst Netflix über die kubanischen Drogenbarone Salvador „Sal“ Magluta und Augusto Guillermo „Willy“ Falcon.

## Inhalt
Die Dokureihe behandelt den Aufstieg und Fall der kubanischen Drogenschmuggler- und Händler Salvador „Sal“ Magluta und Augusto Guillermo „Willy“ Falcon aus Miami, Florida. Nachdem Sal und Willy sich in den späten 1970er Jahren durch Schmuggel und Handel von Marihuana einen Namen gemacht hatten, stiegen sie um auf den Vertrieb von kolumbianischen Kokain und avancierten in den 1980er Jahren zu Drogenbaronen. Festgenommen im Jahr 1991, wird in den kommenden 12 Jahren sowohl gegen Sal und Willy, als auch gegen weitere Komplizen eine Welle von Prozessen folgen, während Geschworene bestochen und immer wieder Anschläge auf Mitwisser und mögliche Regierungszeugen verübt werden. Aufgewertet wird die Dokureihe von Interviews mit Insidern und Widersachern des Schmugglerrings, die Einblicke in die Welt der sogenannten „Cocaine Cowboys“ geben.

## Episodenliste
| Nr. (ges.) | Nr. (St.) | Deutscher Titel       | Originaltitel        | Erstveröffentlichung USA | Deutschsprachige Erstveröffentlichung (D/A/CH) |
| ---------- | --------- | --------------------- | -------------------- | ------------------------ | ---------------------------------------------- |
| 1          | 1         | Willy und Sal         | Willy & Sal          | 4. Aug. 2021             | 4. Aug. 2021                                   |
| 2          | 2         | 75 Tonnen             | 75 Tons              | 4. Aug. 2021             | 4. Aug. 2021                                   |
| 3          | 3         | Ein Berg von Beweisen | Mountain Of Evidence | 4. Aug. 2021             | 4. Aug. 2021                                   |
| 4          | 4         | Nur in Miami          | Only in Miami        | 4. Aug. 2021             | 4. Aug. 2021                                   |
| 5          | 5         | Femme Fatale          | Femme Fatale         | 4. Aug. 2021             | 4. Aug. 2021                                   |
| 6          | 6         | Adios, Muchachos      | Adios, Muchachos     | 4. Aug. 2021             | 4. Aug. 2021                                   |

## Liste der Interviewpartner
| Namen                   | Beschreibung                                              |
| ----------------------- | --------------------------------------------------------- |
| Marilyn Bonachea        | Kronzeugin und ehemalige Freundin von „Sal“ Magluta       |
| Pedro „Pegy“ Rosello    | Ehemaliger Drogenschmuggler und Kronzeuge                 |
| Christopher Clark       | United-States-Attorney-Assistent                          |
| Jim DeFede              | Journalist                                                |
| Jorge Valdes            | Buchautor und ehemaliger Drogenschmuggler                 |
| Ralph „Cabeza“ Linero   | Ehemaliger Drogenschmuggler                               |
| Alex Alvarez            | Ehemaliger Miami-Dade-Detective                           |
| Mario Tariche           | Agent des FBI                                             |
| Juan „Recut“ Barroso    | Ehemaliger Drogenschmuggler- und Händler und Kronzeuge    |
| Raquel Cicini           | Ehemalige Agentin des FBI                                 |
| Tony Posada             | Ehemaliger Drogenschmuggler                               |
| Alexia Echevarria       | TV-Persönlichkeit und ehemalige Freundin von Pegy Rosello |
| Albert Krieger          | Strafverteidiger von Sal Magluta                          |
| Frank Rubino            | Strafverteidiger von Sal Magluta und „Willy“ Falcon       |
| Neil Taylor             | Strafverteidiger von Sal Magluta und Willy Falcon         |
| Robert „Bobby“ Wells    | Strafverteidiger von Willy Falcon                         |
| Esther Sapell           | Ehemalige Geschworene                                     |
| Paul McKenna            | Strafverteidiger                                          |
| Pat Sullivan            | Ehemaliger United States Attorney-Assistent               |
| Rod Vereen              | Strafverteidiger von Sal Magluta                          |
| Antonio „Culito“ Garcia | Geldwäscher                                               |

## Synchronisation
Die deutsche Synchronisation der Dokureihe entstand unter der Dialogregie von Christiane Rademacher nach einem Dialogbuch von Tobias Ache durch die Synchronfirma SDI Media Germany.